# 喬爾諾耶湖 (斯特魯吉-克拉斯內耶區)
58°24′28″N 29°00′33″E / 58.40778°N 29.00917°E
喬爾諾耶湖（俄语：Чёрное），是俄羅斯的湖泊，位於該國西北部，由普斯科夫州負責管轄，處於斯特魯吉-克拉斯內耶區，面積8.75平方公里，集水區面積89平方公里，平均水深2.4米，最大水深5.2米。